# Psapharochrus longispinis
Psapharochrus longispinis là một loài bọ cánh cứng trong họ Cerambycidae.